# マリーア・ヴィットーリア・フランチェスカ・ディ・サヴォイア

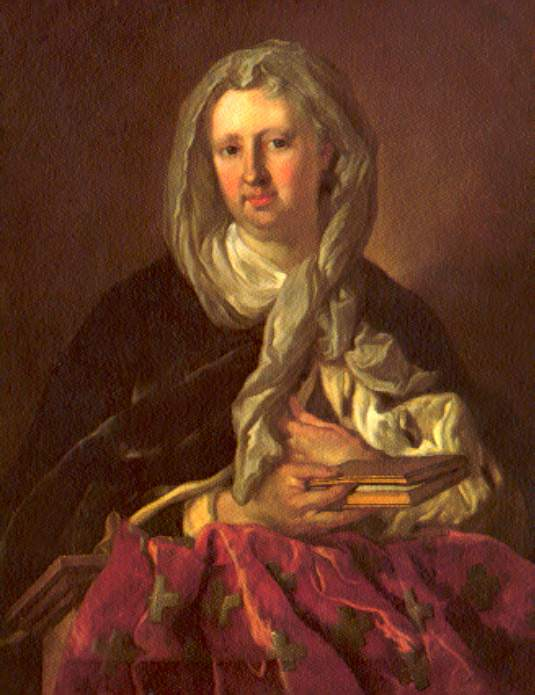
本を手に持つヴィットーリア

マリーア・ヴィットーリア・フランチェスカ・ディ・サヴォイア（Maria Vittoria Francesca di Savoia, 1690年2月9日 - 1766年7月8日）は、サヴォイア家当主として初めて国王となったヴィットーリオ・アメデーオ2世の非嫡出の娘。分家筋のカリニャーノ公ヴィットーリオ・アメデーオに嫁いだ。

## 生涯
サヴォイア公ヴィットーリオ・アメデーオ2世と、フランス生まれの公式寵姫ヴェルア伯爵夫人ジャンヌ・バティストの間の非嫡出子として生まれた。母はフィクサーとして名高いシュヴルーズ公爵夫人の孫娘で、自身もトリノ宮廷の外交政策などに強い政治的影響力を持ったが、サヴォイア公の寵を失い1700年に母国に帰った。
翌1701年、ヴィットーリアと4歳年下の同母弟ヴィットーリオ・フランチェスコ・フィリッポは父サヴォイア公の子として正式に認知（嫡出追認）され、ヴィットーリアは弟が授けられたスーザ侯爵位に因み、スーザ姫（mademoiselle de Suza）又はスーザ女侯爵（Marchesa di Susa）と呼ばれるようになった。
1713年、父は王号を獲得すると、フランス王ルイ14世が自分の非嫡出子を王家の諸分枝と通婚させたのを模倣し、ヴィットーリアを分家筋のカリニャーノ公ヴィットーリオ・アメデーオと婚約させた。2人の結婚式は1714年11月7日にモンカリエーリ城で行われた。父王は初めカリニャーノ公を厚遇していたが、1717年には彼の度を越えた浪費に怒り、その年金を剥奪したため、夫妻はフランスに移った。カリニャーノ公夫妻はパリに所有するオテル・ド・ソワソンで享楽的な生活を送り、さらに債務を増やした。
ルイ15世の師傅フルーリー枢機卿の友人、政治上の相談相手となった。また、フランス宰相ブルボン公爵とも親交を持ち、彼に政治的同盟者と見せかけたが、実際にはスパイとして、ブルボン公から引き出したフランス政府の機密情報を父王に送っていたという。

## 子女
- ジュゼッペ・ヴィットーリオ・アメデーオ（1716年）
- アンナ・テレーザ（1717年 - 1745年） - 1741年スービーズ公シャルル・ド・ロアンと結婚
- ルイージ・ヴィットーリオ（1721年 - 1778年） - カリニャーノ公
- ヴィットーリオ・アメデーオ（1722年）
- 死産した娘（1729年）

## 引用・脚注
1. 1 2  Clarissa Campbell Orr: Queenship in Europe 1660-1815: The Role of the Consort. Cambridge University Press (2004)